# Octarrhena
Octarrhena é um género botânico pertencente à família das orquídeas (Orchidaceae).